# Back-Olovtjärnen
Back-Olovtjärnen är en sjö i Älvdalens kommun i Dalarna och ingår i Dalälvens huvudavrinningsområde. Sjön har en area på 0,0545 kvadratkilometer och ligger 457,4 meter över havet.

## Delavrinningsområde
Back-Olovtjärnen ingår i det delavrinningsområde (679707-138265) som SMHI kallar för Inloppet i Söder-Jölltjärn. Medelhöjden är 439 meter över havet och ytan är 32,8 kvadratkilometer. Räknas de 2 avrinningsområdena uppströms in blir den ackumulerade arean 40,77 kvadratkilometer. Ugan som avvattnar avrinningsområdet har biflödesordning 2, vilket innebär att vattnet flödar genom totalt 2 vattendrag innan det når havet efter 384 kilometer. Avrinningsområdet består mestadels av skog (74 procent) och sankmarker (20 procent). Avrinningsområdet har 0,63 kvadratkilometer vattenytor vilket ger det en sjöprocent på 1,9 procent.